# Сибирские Афины
Сибирские Афины — современное неофициальное название Томска, которым нарекли город путешественник князь Вяземский (конец XIX века) и нарком Луначарский (май 1923). Название отражает лидирующее в Русской Азии с середины XIX века культурное, образовательное и инновационное значение.

## История топонима в Сибири
Данное наименование сравнимо с названием столицы Древней Греции (Афины), ставшей в зарождающейся истории европейских цивилизаций символом культурного и образованного города.
Если быть исторически точными, то впервые, в 1857 году Сибирскими Афинами путешествующий по окраинам страны Пётр Семёнов-Тян-Шанский назвал уездный город Барнаул Томской губернии. Подробнее об этом эпизоде см. заметку одной из барнаульских газет (2006). При этом следует помнить три обстоятельства:
- Семёнов-Тян-Шанский не смог побывать в столице Томской губернии, купцы которого в XVIII—XIX вв. застраивали, развивали Барнаул, так как здесь для них был экономический интерес[1].
- Основные вклады в культурные объекты (храмы, училища, театры, библиотеки) сибирские купцы вкладывали всё-таки в основной геополитический форпост — в Томск, вклады в культурное развитие здесь были в несколько раз выше, чем в таких крупных городах Сибири, как Омск, (Тюмень), Красноярск, и Иркутск; тем более — больше чем в уездный Барнаул. Иркутск также получил в то время бурное экономическое и культурное развитие, деревянная архитектура двухэтажных особняков купцов была не менее красивой, чем у купцов томских. Но в столицах Сибири (Томск, Иркутск, Красноярск) Семёнов-Тян-Шанский так и не побывал, Чуйский тракт от Алтая в таинственные тибетские земли шёл в стороне от транс-российской гужевой магистрали.
- Томск в XIX веке был безусловным идеологическим, культурным (в том числе — православным) и научно-образовательным центром Русской Азии. Этому способствовали обстоятельства бурного развития капитализма в Сибири и вклады, меценатство купцов в культурное развитие. Томск имел самое большое количество школ, реальных, ремесленных и технических училищ, первое коммерческое училище, разнообразные (в том числе женская) гимназии и здесь были открыты два первых, восточнее Казани, государственных вуза — Императорский Первый Сибирский университет и Императорский Томский технологический институт, а также несколько высших курсов (включая женские) и, опекаемый купцами, Первый Сибирский практический политехнический институт. Томск продолжал являться административным центром гигантской Томской губернии (территории нынешних областей и краёв юга Западной Сибири и части севера современного Казахстана), в том числе — Алтайского горного округа (Барнаульский уезд). Культурное влияние Томска определяло развитие Сибири от Семипалатинска и Тувы на юге, до Нарымского, Туруханского и Якутского краёв на севере.

Сравнение Томска с Афинами, как с культурным центром, сделал князь Константин Вяземский, побывавший здесь в 1891 году. В своих путевых заметках он пишет:

Томск, один из самых больших городов Сибири, расположен на берегу реки Томи, на возвышенности. Посреди города — небольшой холм, с него виден весь город. Это напоминает немного Акрополь Афинский; тот тоже возвышается посреди города.

По мнению Ирины Делич, директора музея Томского университета:

Нельзя точно сказать, кто и когда впервые назвал Томск Сибирскими Афинами. Но это название, безусловно, связано с университетом. Например, к своему 300-летию (1904) Томск уже и в столичной печати Империи назывался Сибирскими Афинами.

Также часть советских историографов первенство в наименовании Томска как Сибирскими Афинами относит к наркому просвещения Советской России А. В. Луначарскому, который действительно так величал город после восхищения, вызванного посещением в Томске в 1923 году Томского государственного университета и Первого Сибирского практического политехнического института.
Название широко используется в местных СМИ, а также в качестве наименований: в частности, издаётся томский литературный альманах «Сибирские Афины», проводится городской одноимённый конкурс молодых поэтов, выпускается одноимённая минеральная вода, в 2018 году проведены соревнования по спидкубингу «Сибирские Афины 2018», показывает хорошие результаты областная шахматная команда с таким наименованием. Часто наименование «Сибирские Афины» используется томичами как символ сарказма, — когда, например, городские газеты указывают на те или иные недостатки городского управления в сфере ЖКХ или благоустройства.